# Schizopelex cachetica
Schizopelex cachetica là một loài Trichoptera trong họ Sericostomatidae. Chúng phân bố ở miền Cổ bắc.